# Joop Glimmerveen
Johann Georg (Joop) Glimmerveen (Utrecht, 14 november 1928 – 25 december 2022) was een Nederlandse neonazistisch politicus. Hij was twintig jaar lang leider van de Nederlandse Volks-Unie (NVU).

## Persoonlijk
Glimmerveen was de zoon van Arie Glimmerveen (1898-1974) en de Duitse Maria Karoline Bihr (1900-1976). Hij was als burger werkzaam bij de NAVO als boekhouder en woonde aan de Groot Hertoginnelaan 215 in Den Haag. Op 1 maart 1951 trad hij op 22-jarige leeftijd in dienst als oorlogsvrijwilliger voor Korea. Naar eigen zeggen had hij daar drie redenen voor: hij wilde graag soldaat zijn, de zucht naar avontuur en anticommunisme. Via Albert van der Velde, een metgezel uit zijn tijd in Korea, kwam Glimmerveen in het extreemrechtse milieu terecht.

## Politieke carrière

### Opkomst begin jaren 1970
In 1975 werd Glimmerveen ontslagen bij de NAVO vanwege zijn lidmaatschap van de NVU. In 1974 nam hij als Lijst Glimmerveen deel aan de Haagse gemeenteraadsverkiezingen met de leus: 'Den Haag moet blank en veilig blijven!' Ondanks de steun van de extreemrechtse politieke partij Nederlandse Volks-Unie (NVU) kwam hij enkele honderden stemmen tekort voor een zetel in de gemeenteraad. Later dat jaar werd hij voorzitter van de NVU.
Door zijn openlijke verheerlijking van Adolf Hitler en negatieve uitlatingen over buitenlanders kwam Glimmerveen regelmatig in het nieuws; met regelmaat bleef hij de Holocaust ontkennen, en meende dat de aanwezigheid van migranten 'onherroepelijk zal leiden tot bloedige rassenoorlogen'. Hij kreeg een uitnodiging van het ministerie van Binnenlandse Zaken om op de Nederlandse Politie Academie een lezing te houden.

### Jaren 1980
Tijdens een vraaggesprek dat verscheen in de Haagse Post van 12 september 1981 zei hij over Hitler: "Ik ontken dat die man een misdadiger was, evenmin als de Waffen-SS een misdadige organisatie was. Hitler was een groot econoom, en uit publicaties is ook gebleken dat hij in de omgang een heel prettige man was." En dat Hitler 'de eerste werkelijk beschaafde staat in de moderne geschiedenis heeft gevestigd', want 'de vivisectie was daar verboden en daar zitten ze hier al 25 jaar over te praten'. De Holocaust deed hij af met: "Daar heb ik nooit iets over gelezen. Daar zijn ook helemaal geen bewijzen voor ter tafel gebracht. Volgens mij is er niet één jood vergast. En als ze vergast zijn, zijn het er in ieder geval niet meer dan twee miljoen." De executie van Anton Mussert (7 mei 1946) noemde hij 'een ramp voor Nederland'.
In tegenstelling tot de eveneens extreemrechtse Centrumpartij en later de Centrum Democraten (CD) is het de NVU nooit gelukt om een zetel in de Tweede Kamer te krijgen. Door het succes van de Centrumpartij legde hij in 1981 zijn functie van NVU-voorzitter neer. Volgens Glimmerveen was de Centrumpartij 'een clubje doctorandussen die er alleen maar op uit zijn de NVU kapot te maken'. Janmaat was 'een huichelaar, een slappeling en een zacht ei, kortom een mooie jongen die oogst wat ik heb gezaaid'.
In de periode 1983-1987 was Glimmerveen weer tijdelijk actief binnen de NVU als voorzitter, waarna de partij nauwelijks meer actief was. In die tijd wierf hij op het Binnenhof en bij de ingang van de hoofdvestiging van de Haagse Openbare bibliotheek leden. Glimmerveen, die de partij twee jaar eerder de rug toe keerde, zei dat de toenmalige voorzitter Barendregt was gedwongen af te treden en dat de NVU Glimmerveen vroeg om het leiderschap weer op zich te nemen. Barendregt beweerde echter dat hij was opgestapt en het lidmaatschap van de NVU had opgezegd omdat hij voor de partij geen toekomst meer zag. In zijn bekendmaking schreef Glimmerveen dat hij verwachtte dat de NVU zou worden ontbonden. Hij baseerde zich daarbij op berichten uit "kringen van politie en justitie". "Dat zal een slag in de lucht zijn", aldus Glimmerveen. 
Als reden voor zijn verzoening met de NVU noemde Glimmerveen de inwilliging van zijn eis Florrie Rost van Tonningen uit de partij te mogen stoten. Mede omdat mevrouw Rost van Tonningen zich als lid van de NVU ook nadrukkelijk met de Centrumpartij bezighield is Glimmerveen uit de partij gestapt. Mevrouw Rost van Tonningen ontkende lid te zijn van de CP of van de NVU. Maar zij was wel "lang geleden" lid geweest van de Nederlandse Volksunie. Over beide partijen zei ze: "Ik steun wel degelijk die gedachten waarvan ik weet dat ze juist zijn." Over Glimmerveen merkte ze op: "Die man is gek".
Glimmerveen sloeg een aanbod af om als tweede man van de CP'86 de kandidatenlijst voor de Haagse gemeenteraad te verrijken. Martijn Freling noemde Glimmerveen in een interview “een heel vervelende vent, die meteen de baas wilde spelen”.

### Jaren 1990: Kort lidmaatschap CD
Tijdens een interview met het NRC in 1992 zei hij: "Ik ben de enige Nederlandse fascist van na de Tweede Wereldoorlog die in een internationale biografie is opgenomen. Sta ik tussen Le Pen en Kahane. Ik word meer gewaardeerd door m'n tegenstanders dan door m'n medestanders." Intussen zaaide hij in eigen kring tweedracht. "Zo ben ik nu eenmaal. Sommigen vinden dat ik de eenheid van extreemrechts in de weg heb gestaan. Maar moeilijkheden kwamen er alleen als buitenstaanders naar de macht grepen. Iedereen wil leider spelen." Met een nalatenschap van circa 50.000 gulden van oud-vicevoorzitter Hagenbeek zou hij extreemrechts "gaan financieren", maar inmiddels had hij ruzie gekregen met een andere oud-bestuurder die zich het legaat "had toegeëigend", aldus Glimmerveen.
In februari 1993 werd Glimmerveen lid van de CD om zich namens de CD kandidaat te kunnen stellen voor de gemeenteraadsverkiezingen in Den Haag. Hierover zei hij: "Het klikt tegenwoordig tussen mij en Janmaat. We hebben onze geschillen bijgelegd." Om de eenheid van extreemrechts terug te brengen, moest Glimmerveen in het openbaar Hitler afzweren en zich bij de CD aansluiten, zo stelde Janmaat. Glimmerveen beweert dat Janmaat en zijn levenspartner Schuurman hem op de koffie hadden uitgenodigd en zich aan hem trachtten voor te doen als onvervalste nazi's, die voor de democratische weg hadden gekozen om de macht te grijpen.
Om hem te paaien had Janmaat volgens Glimmerveen zelfs de complete Ring des Nibelungen van Richard Wagner aangeschaft. “Dat stond dan op de achtergrond te tetteren, terwijl ik alleen van Beethoven hou”, aldus Glimmerveen. “Ik moest in het openbaar Hitler afzweren. 'Jij gelooft toch niet in God', zei Janmaat, dus dat zou ik wel met mijn geweten kunnen rijmen. Verder mocht ik best fascist blijven, dat was hij zelf immers ook. Dat probeerde hij me tenminste wijs te maken.” Hij vindt dat Janmaat zich omringt met 'nietsnutten', en vermoedt dat de partijleider dat zelf ook wel weet. “Janmaat heeft tegen mij gezegd: 'ik heb ze geleerd hoe ze een pak aan moeten trekken, maar verder kunnen ze niets'.”
Toen Glimmerveen niet bereid bleek Hitler af te zweren werd hij in maart van dat jaar door het CD-hoofdbestuur geroyeerd na slechts een week lidmaatschap. Later zei hij over Hans Janmaat: "We moeten ons ontdoen van Janmaat; hij is een voorbeeld van mislukte rassenvermenging. Een leugenaar. Maar ook zonder hem zullen wij deze multiculturele samenleving afbreken." Volgens Glimmerveen was Janmaat 'een joodse insluiper' en liep Janmaat “nogal snel naast zijn schoenen. Nadat een rechtszaak tegen hem mislukte, denkt hij dat hij onkwetsbaar is.” Maar 'overwerktheid' achtte Glimmerveen ook niet onwaarschijnlijk “want die man kan absoluut niet delegeren”.

#### De toespraak van 1996
In 1996 waren er pogingen de NVU weer te activeren. Constant Kusters en Eite Homan overtuigden Glimmerveen om opnieuw voorzitter te worden van de partij. In november van dat jaar hield Glimmerveen toespraken bij partijbijeenkomsten in Schiedam en Rotterdam van de later verboden CP'86. Hierbij zei hij dat alle buitenlanders meteen Nederland zouden moeten verlaten, behalve GroenLinks-Kamerlid Tara Singh Varma, die eerst vijf jaar werkkamp zou moeten krijgen. Over Jan Schinkelshoek, toenmalig hoofdredacteur van de Haagsche Courant die kort daarvoor had opgeroepen tot een hardere aanpak van extreem-rechtse provocaties, zei hij dat die opgehangen zou worden als hij het voor het zeggen zou krijgen. Enkele dagen later werd Glimmerveen door de politie aangehouden en verhoord in verband met die uitspraken. In mei 1999 werd hij in hoger beroep veroordeeld tot vijf maanden cel, waarvan twee voorwaardelijk, voor zijn uitlatingen in 1996. In mei 2001 vernietigde de Hoge Raad deze uitspraak en verwees de zaak naar het Gerechtshof Amsterdam omdat de bewijsvoering ondeugdelijk was.

### Na 2000
In 2001 volgde Kusters de intussen 72-jarige Glimmerveen op als voorzitter. In ditzelfde jaar verliet Glimmerveen met slaande deuren de partij, gevolgd door andere prominente leden zoals Chris Smit en Stefan Wijkamp. De ex-partijleider Glimmerveen was intussen een van de grootste critici geworden van de toenmalige NVU. In een speciale editie van zijn blad Wij Nederland, met als ondertitel "De handel en wandel van NVU-clown Kusters", hing Glimmerveen de vuile was buiten. Hij dreigde Kusters een proces aan te doen indien deze geen orde op zaken stelde wat betreft de financiële huishouding van de NVU. Volgens Glimmerveen zou Kusters namelijk sjoemelen met partijgelden om zijn schamele uitkering aan te vullen. Kusters zou een proces kunnen vermijden door met stille trom uit de NVU te vertrekken. In februari 2005 trad Glimmerveen op als gastspreker op uitnodiging van de Nationale Alliantie voor een lezing; tevens hield hij in het verleden toespraken voor de radicale afsplitsing van de NVU, genaamd de Racial Volunteer Force (RVF). De RVF hield hij voor gezien nadat hij weigerde te spreken onder een Irakese vlag. Hij bleef echter in het milieu actief. Glimmerveen was ook actief op het nazistische webforum Stormfront.
Op 24 januari 2009 werd Glimmerveen door de plaatselijke politie uit dorpshuis "De Kiep" in het Drentse Eexterveenschekanaal gezet, samen met zo'n veertig sympathisanten. Hierbij werden een vlag met een afbeelding van Hitler en diverse cd's in beslag genomen. De neonazi's hadden daar een zaal afgehuurd om zogenaamd een verjaardag te vieren. Glimmerveen verzette zich overigens niet en de politie verrichtte geen arrestaties.
De huurders bleken het dorpshuis te hebben getooid met verboden nazistische afbeeldingen en symbolen. In een redactioneel commentaar merkte het Dagblad van het Noorden op, dat deze actie vragen opriep over de vrijheid van vereniging en vergadering. Jan Brouwer, hoogleraar Algemene rechtswetenschap, vroeg zich af of de burgemeester zijn bevoegdheid niet te buiten was gegaan.
Joop Glimmerveen verklaarde zelf tegenover de pers: "Niemand had last van ons, de buren waren geïnformeerd en die dorpshuisbeheerder vond het o.k. Ja, er was Germaniabier, er waren runetekens te zien en er hing een afbeelding van Hitler. Maar dat mag in besloten kring. Ik vind het idioot, die burgemeester is zijn boekje te buiten gegaan. Nee, ik dien geen klacht in, dat is een hele hoop papierwerk voor je je gelijk krijgt."
Tijdens een interview met het NRC in 2009 gaf Glimmerveen aan zich liever niet extreemrechts te noemen. "Extreem heeft zo’n negatieve bijklank. Ik noem me nationaalsocialist. Dat is in mei 1940 begonnen. Het militaire trok me aanvankelijk het meest aan, maar al snel verzamelde ik ook Hitlers redevoeringen. Mijn ouders moesten er niets van hebben. En mijn vrouw en kinderen later ook niet. Ik heb nu helemaal geen contact meer met familie, maar ik ben niet eenzaam. Ik heb laatst uitgerekend dat ik acht kennissen heb. Dat vind ik genoeg. In mijn omgeving heb ik weinig last van onbegrip. De meeste buren komen graag op de koffie. Zolang ik niet over Duitsland praat, vinden ze me een nette man. Mijn zoon heeft zijn achternaam veranderd, omdat hij er zoveel last van had. Hij heeft nu een Franse naam, om mij te jennen”. 
"Op straat word ik wel eens uitgescholden, maar ik krijg ook adhesiebetuigingen. Laatst kwam er een Surinaams meisje naar me toe, van een jaar of zes. Wil jij alle zwarte mannen doodmaken, vroeg ze. Ja, antwoordde ik voor de grap. Toen zei ze: lul. Daar heb ik hartelijk om gelachen. Ik houd wel van provoceren. Maar in de politiek provoceerde ik niet om het provoceren. Daar moest het wel, om aandacht te krijgen voor mijn zaak. Ik had één doel: alle buitenlanders het land uit. En dat wil ik nog. Het gaat me niet om die mensen op zich. Het gaat mij erom het Nederlandse volk te behouden. Ze hebben uitgerekend dat er over vijftig jaar geen blonde mensen met blauwe ogen meer zijn. Daar verzet ik me tegen. Wij zagen de problemen van nu al lang aankomen. Maar we zijn te vroeg begonnen. Als ik toen zei wat Wilders nu zegt, had ik al lang op het politiebureau gezeten. Wilders brengt geen oplossingen. Hij zet buitenlanders er niet uit, hij wil hun geloof afpakken, maar dat is een waanidee. Mij kun je Hitler ook niet afpakken.”
Glimmerveen overleed op 94-jarige leeftijd.

## Veroordelingen

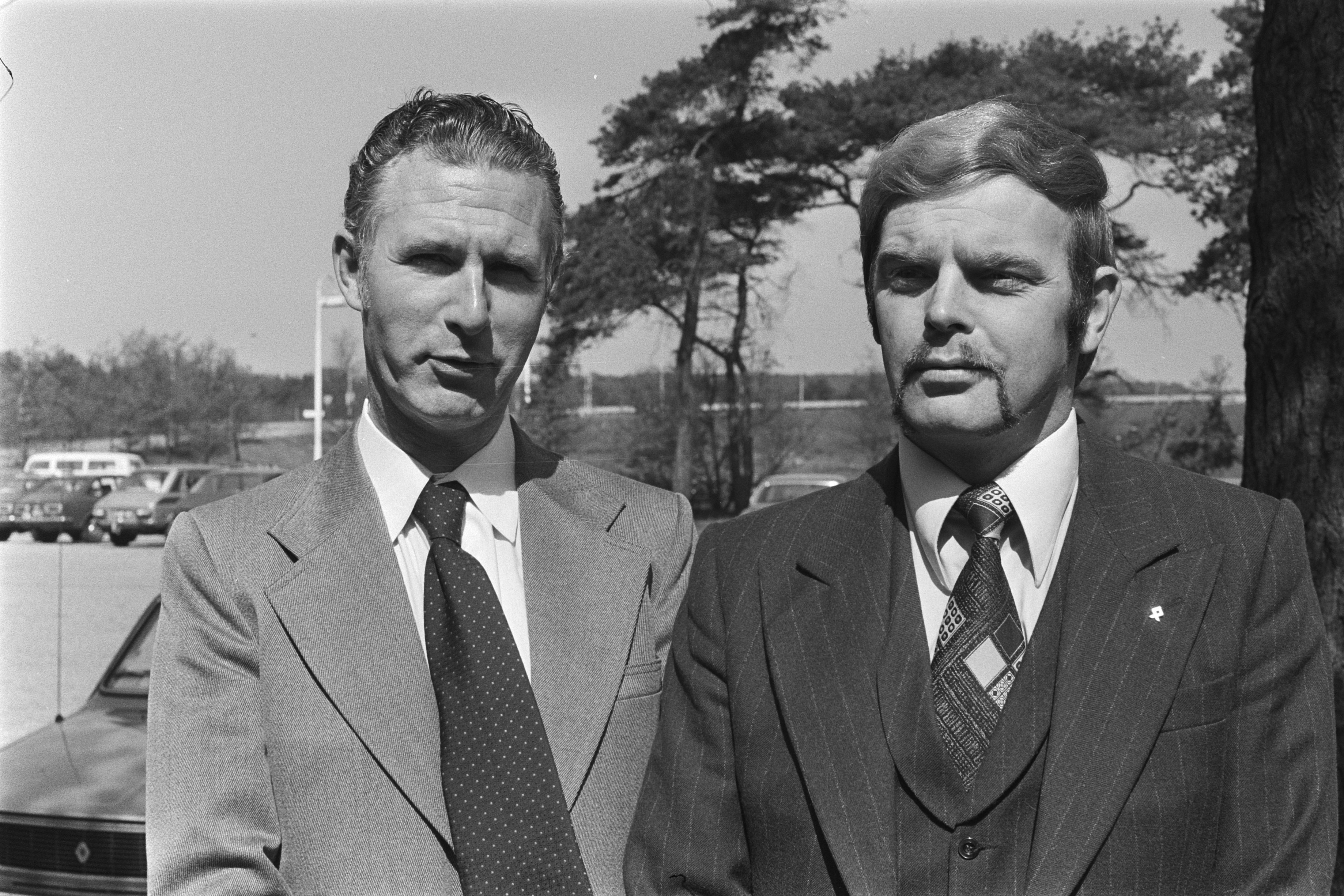
Glimmerveen met vicevoorzitter J.P.C.J. Hagenbeek (24 mei 1977)

In september 2003 werd Glimmerveen in Amsterdam alsnog veroordeeld tot vier maanden cel, waarvan twee voorwaardelijk, wegens het aanzetten tot haat jegens buitenlanders tijdens die toespraken in 1996. Veel eerder waren Glimmerveen en NVU-vicevoorzitter Joop Hagenbeek verdachten in een strafproces inzake discriminatoire uitlatingen in het orgaan van de NVU. Glimmerveen werd op 29 maart 1977 door de rechtbank Rotterdam tot twee weken gevangenisstraf veroordeeld wegens het tot verspreiding in voorraad hebben van flyers die aanzetten tot rassendiscriminatie. Deze veroordeling werd op 16 augustus 1977 door het gerechtshof Rotterdam bevestigd. Het cassatieberoep werd door de Hoge Raad op 14 maart 1978 verworpen. De Europese Commissie voor de Rechten van de Mens verklaarde het beroep van Glimmerveen en Hagenbeek op de vrijheid van meningsuiting op 11 oktober 1979 niet-ontvankelijk wegens misbruik van recht (artikel 17 EVRM).
In de gevangenis kreeg Glimmerveen slaag van blanke medegedetineerden, zozeer dat hij bij de volgende veroordeling vrijwillig plaatsnam in de isoleercel. "Wij vochten met een minuscule groep tegen heel Nederland. Die macht is toch te sterk gebleken", aldus Glimmerveen.

#### Hitlergroet

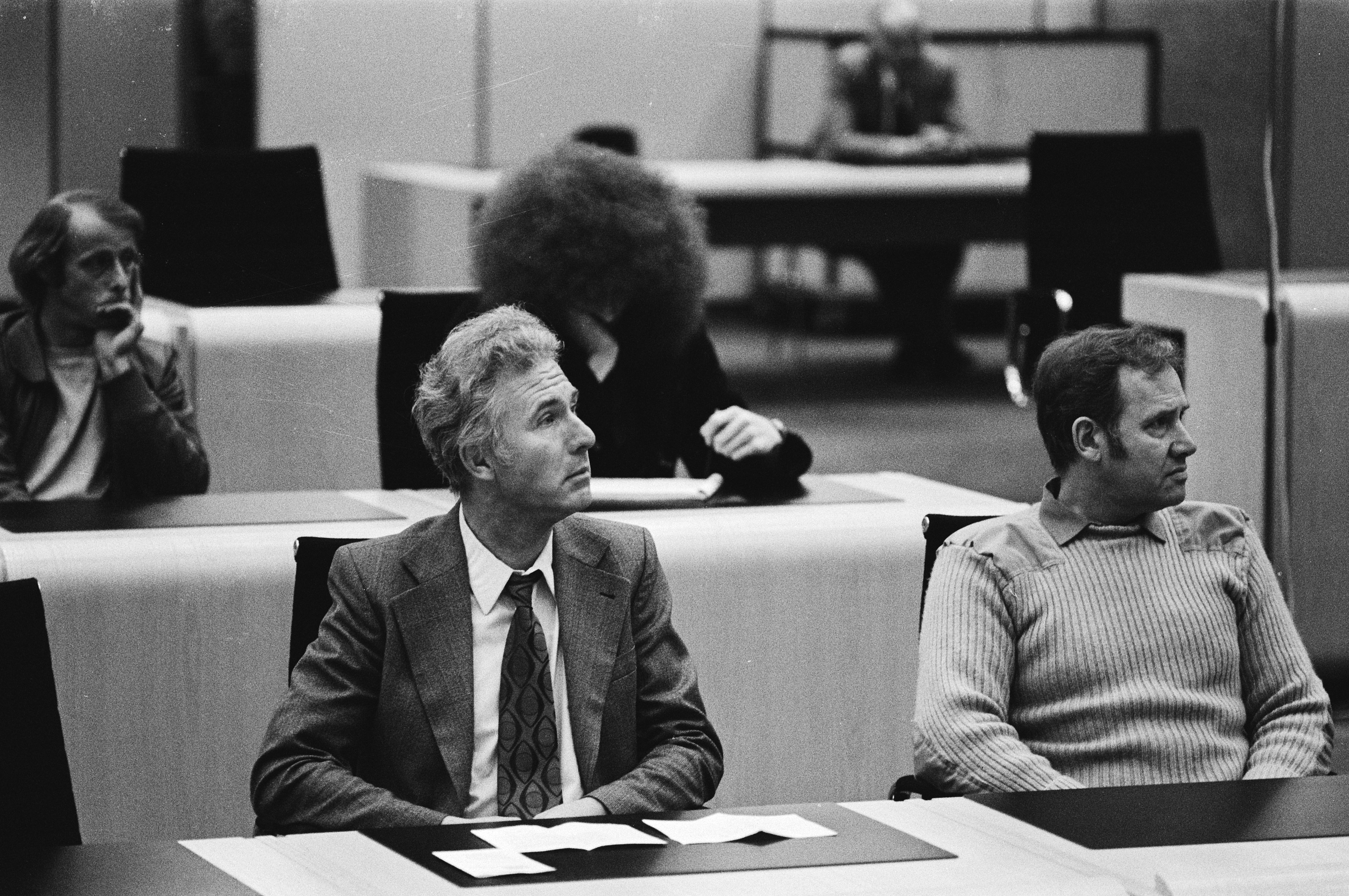
Glimmerveen tijdens een openbare hoorzitting in Den Haag (27 april 1981)

In november 2008 werd de inmiddels 79-jarige Glimmerveen door justitie in het Belgische Hasselt vervolgd wegens het brengen van de Hitlergroet tijdens een herdenking in 2007 op de Duitse militaire begraafplaats te Lommel. Het betrof hier een bijeenkomst van ongeveer 300 neonazi's van de Blood & Honour-beweging. Ook had hij zich er in een toespraak mogelijk racistisch uitgelaten over Marokkanen en Turken. Volgens Glimmerveen betrof het niet de Hitlergroet, doch de daarmee hooguit gelijkenis vertonende 'Germaanse groet', die volgens hem iets anders zou betekenen. Ondanks dit verweer werd Glimmerveen, evenals Stefan Wijkamp die dezelfde strafbare feiten pleegde, door de correctionele rechtbank van Hasselt veroordeeld tot een boete van 1100 euro wegens het brengen van de Hitlergroet.